# Плитвица Село
Плитвица Село је насељено мјесто у Лици. Припада општини Плитвичка Језера, у Личко-сењској жупанији, Република Хрватска.

## Географија
Плитвица Село је удаљено око 20 км сјеверно од Коренице. Насеље се налази у саставу Националног парка Плитвичка језера.

## Историја
По Вуку Караџићу: Плитвица је село у Хрватској, у малој Капели, код којега има осам језера, од којих шест падају једно у друго а из седмог пада река Корана.
У селу Садиловцу је 1871. године било седиште парохије, којој је припадало о село Плитвица. То је била парохија првог платног разреда са осам села, у Плашчанском протопрезвирату. Православна црква у Садиловцу је била посвећена празнику Рођењу Богородице. Месни парох је тада поп Јован Радмановић.
Око Плитвичких језера било је увек много Срба становника. Тридесетих година 20. века чинили су 2/3 становништва. Али ту није било православне цркве; морали су верници ићи по 15 километара до свештеника. Године 1933. основана је ту прва православна парохија са око 2000 душа. Богослужења су одржавана у филијалној цркви у Плитвичком Љесковцу. Почело се тада радити на изградњи православне богомоље у седишту парохије; изабран је Одбор за градњу на челу са председником Стеваном Калембером рентијером и председником православне црквене општине у Загребу.
Основана је 1923. године једноразредна основна школа са једним учитељем, на Плитвичким језерима. Формирана је нова школска општина састављена од села: Плитвица, Чоркова Увала, Сертић Пољана, Пољанак, Лисина и Растовача.
У Другом светском рату од стране хрватских усташа село је спаљено.
Плитвица Село се од распада Југославије до августа 1995. године налазило у Републици Српској Крајини. Дана 31. марта 1991. године специјалци МУП Хрватске напали су Плитвице. До територијалне реорганизације у Хрватској насеље се налазило у саставу бивше велике општине Кореница.

## Становништво
Према попису из 1991. године, насеље Плитвица Село је имало 192 становника, међу којима је било 139 Срба, 19 Хрвата, 17 Југословена и 17 осталих. Према попису становништва из 2001. године, Плитвица Село је имало 36 становника. Према попису становништва из 2011. године, насеље Плитвица Село је имало 44 становника.
| Попис 1991.‍        | Попис 1991.‍        | Попис 1991.‍ | Попис 1991.‍ | Попис 1991.‍ |
| ------------------ | ------------------ | ----------- | ----------- | ----------- |
|                    |                    |             |             |             |
| Срби               | Срби               |             | 139         | 72,39%      |
| Хрвати             | Хрвати             |             | 19          | 9,89%       |
| Југословени        | Југословени        |             | 17          | 8,85%       |
| остали и непознато | остали и непознато |             | 17          | 8,85%       |
| укупно: 192        |                    |             |             |             |

| Демографија | Демографија | Демографија |
| Година      | Становника  | Становника  |
| ----------- | ----------- | ----------- |
| 1961.       | 282         |             |
| 1971.       | 260         |             |
| 1981.       | 214         |             |
| 1991.       | 192         |             |
| 2001.       | 36          |             |
| 2011.       |             | 44          |